# Želejov (Hrubá Skála)
Želejov je malá vesnice, část obce Hrubá Skála v okrese Semily. Nachází se asi 3,5 kilometru jižně od Hrubé Skály.
Želejov leží v katastrálním území Hrubá Skála o výměře 11,76 km².

## Historie
První písemná zmínka o vesnici pochází z roku 1300.

## Pamětihodnosti
- Přírodní rezervace Podtrosecká údolí

## Galerie

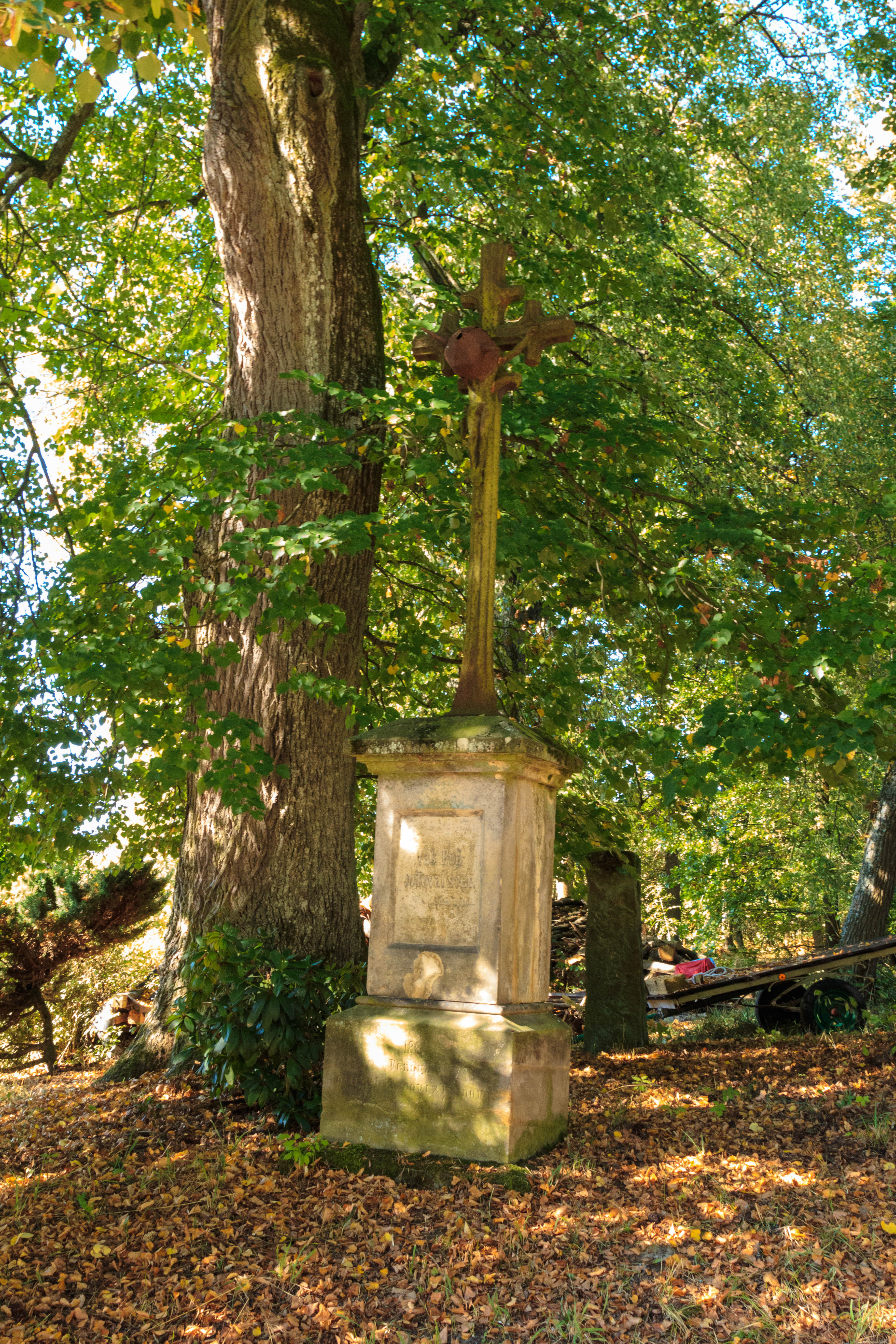
Křížek
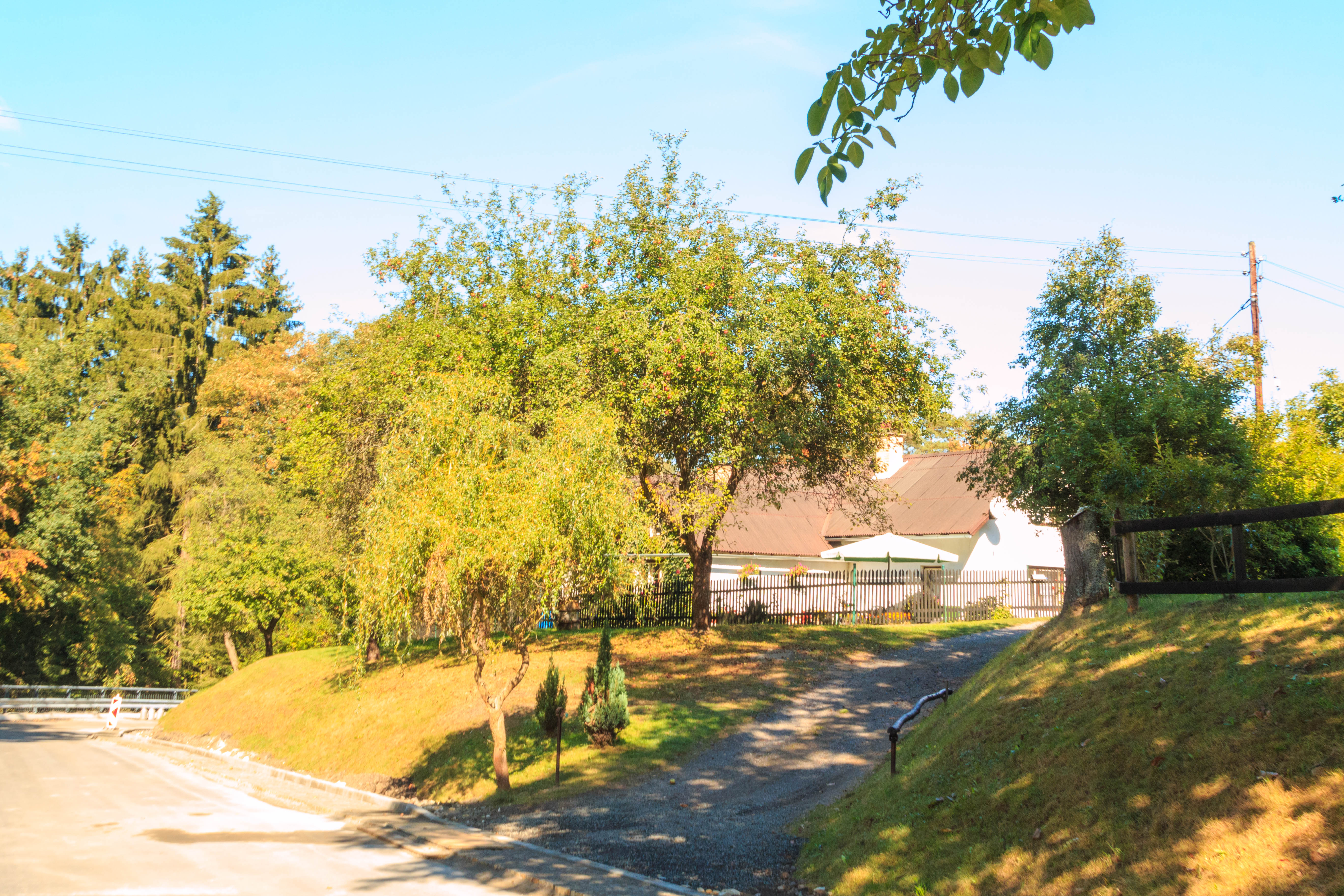
Dům čp. 3
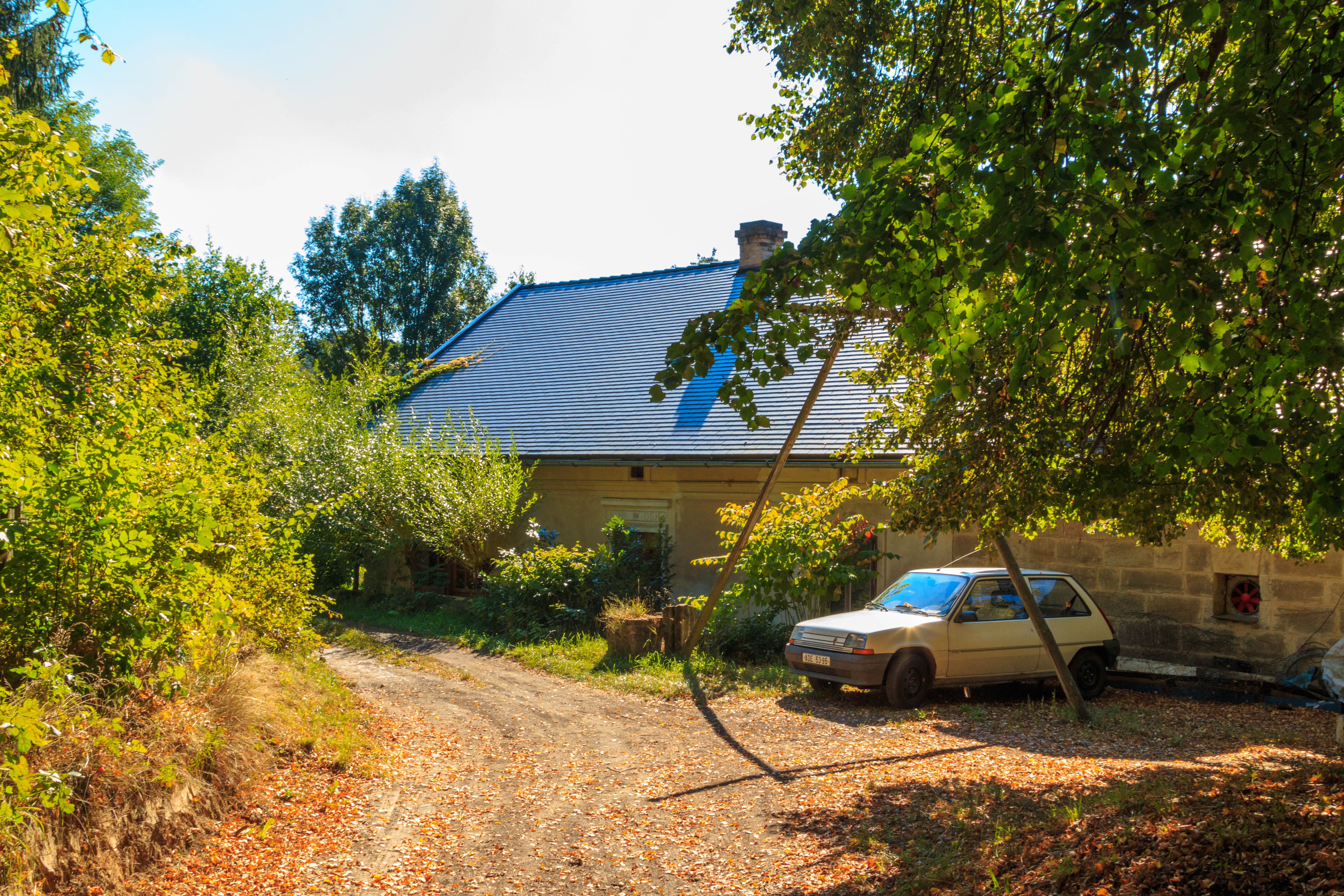
Dům čp. 8